# Liliana Sălăgeanu
Liliana Sălăgeanu (n. 24 martie 1971) este o fostă atletă română, specializată în alergări de semifond.

## Carieră
Atleta a fost legitimată la CSS Suceava. Ea a participat în 1990 la Campionatul Mondial de Juniori (sub 20) de la Plovdiv, Bulgaria, în proba de 1500 de metri, dar nu a reușit să se califice în finală. În anul 1992 a participat la Jocurile Olimpice de la Barcelona în proba de 800 de metri.
La Jocurile Balcanice de la Trikala, Grecia, sportiva a obținut medalia de aur la 1500 de metri. În anul 1995 s-a clasat pe locul doi la Cupa Europei (Liga I, Grupa II) de la Turku la 1500 de metri.